# Jean-Paul Alaux
Jean-Paul Alaux (més conegut com a «Gentil») (Bordeus, 3 d'octubre de 1788 - Bordeus, 25 de gener de 1858) va ser un pintor paisatgista i litògraf francès.

## Biografia
Jean-Paul Alaux va ser fill del pintor Pierre-Joseph Alaux i de Marie-Rose Gras-Lassalle. Tenia dos germans, Jean-Pierre Alaux «Ozou» (nascut el 1783) i Jean Alaux «le Romain» (nascut el 1785).
Va ingressar a l'Escola de Belles Arts de Bordeus a l'estudi de Pierre Lacour, i després es va incorporar a l'Escola de Belles Arts de París, on va ingressar a l'estudi d'Horace Vernet.
El 6 de gener de 1812 es va casar amb Marie-Anne Eugenie Gué «Eugénie Gué») (Ciutat del Cap, 1787 - Arcaishon, 1868), pintora i música, filla del pintor Jean-Baptiste Gué i germana del pintor Julien-Michel Gué. Li donarà sis fills: Marie-Rose «Aline Alaux» (nascuda el 1813), esposa del polític francès Guillaume Bodinier; Clémence (nascuda el 1814); Jean-Paul Louis Gustave Alaux (1816-1882), arquitecte; Margueritte (nascuda el 1819); Corinne (nascuda el 1822) i Suzanne (nascuda el 1830).
Jean-Paul Alaux «Gentil», és el besavi de l'arquitecte homònim Jean-Paul Alaux (1876-1955) amb el qual no s'ha de confondre.
És nomenat conservador del Museu de Belles Arts de Bordeus i director de l'escola de belles arts d'aquesta ciutat. Es va convertir en professor de dibuix a l'escola secundària de Bordeus entre 1807 i 1858 i de la institució de sords-muts, i després director de l'escola municipal de dibuix i pintura de la ciutat de Bordeus.
Col·labora en la il·lustració de Voyages Pittoresques et Romantiques dans l'Ancienne France (Viatges pintorescos i romàntics a l'antiga França) del baró Taylor. També es coneixen algunes miniatures.

## Col·leccions públiques
Llista no exhaustiva.
- Bordeus, Museu d'Aquitània: Chartreuse
- Museu de les belles arts de Bordeus :
  - Vue de Bordeaux, 1832, oli sobre tela[2]
  - Église Sainte-Eulalie, Bordeaux
  - Vue de Floirac
- Bordeux, Església de Sant Pau: Ravissement de Saint-Paul, 1830, oli sobre tela, 190 x 230 cm, (obra desapareguda)
- Ajuntament de Bordeus, Gran saló de l'hôtel de Rohan : dues vistes de Bordeus, oli sobre tela
- Museu de les Arts Decoratives i del Disseny de Bordeus, Bordeus : 
  - Portrait du duc de Bordeaux bébé (Inv. 66.1.885)
  - Portrait du duc de Bordeaux bébé (v. 1821) (Inv. 58.1.8646)
  - S. A. R. Monsieur le duc de Bordeaux (1823) (Inv. 58.1.11373)
  - S. A. R. Monsieur le duc de Bordeaux dédié aux Français (Inv. 70.2.675)
- Castell de Compiègne: Sur l'étang des Carpes à Fontainebleau. La frégate du Prince impérial, estampa[3]
- Castell de Nemours: Vue du château de Lesparre, sumi-e[4]
- Parí, Biblioteca Nacional de França: Clocher de Darnethal, 1822, mina de plom[5]
- París, Museu d'Orsay: Vieil homme assis dans un fauteuil devant une porte, mina de plom[6]

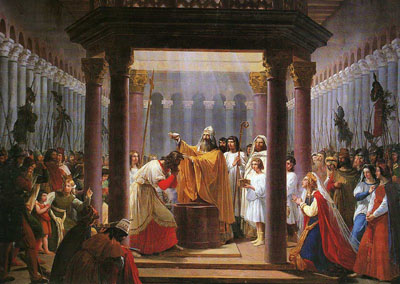
El baptisme de Clovis, 1825
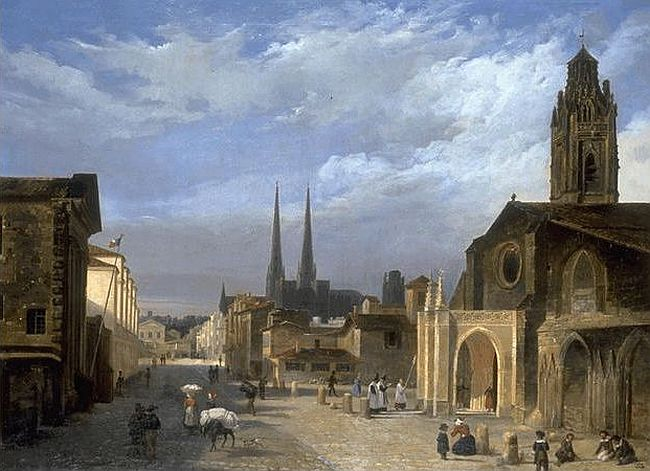
Església de Santa Eulàlia, Bordeus, 1829. Museu de les belles arts de Bordeus

## Salons
- 1827 : Vue de Floirac